# Tecovasuchus
Tecovasuchus is een geslacht van uitgestorven Aetosauria uit het Laat-Trias dat teruggaat tot het Vroeg-Norien. Het is voornamelijk bekend van osteodermen die zijn gevonden in de Tecovas-formatie in Texas. Er is ook materiaal bekend van verschillende andere plaatsen van de Chinle Group in New Mexico en Arizona, zoals oudere afzettingen uit het Carnien en jongere afzettingen uit het Rheatien. Exemplaren van Tecovasuchus zijn verzameld uit de Tecovas-formatie, de Bluewater Creek-formatie en de Los Esteros-afzetting van de Santa Rosa-formatie.
Tecovasuchus werd voor het eerst erkend als een nieuw taxon in 1995, hoewel het pas in 2006 werd benoemd bij de beschrijving van de typesoort Tecovasuchus chatterjeei. Vóór de beschrijving werd aangenomen dat exemplaren van Tecovasuchus behoorden tot Paratypothorax of een Paratypothorax-achtige aetosauriër. Verschillende kenmerken van de osteodermen onderscheiden Tecovasuchus van andere aetosauriërgeslachten, waaronder dorsale paramediane osteodermen met sterk verdikte en afgeschuinde achterste randen en versieringen bestaande uit diepe putten en uitstralende groeven, evenals tongvormige dorsale en plaatachtige ventrolaterale flenzen.
De typesoort is Tecovasuchus chatterjeei. De geslachtsnaam betekent 'krokodil uit de Tecovas'. De soortaanduiding eert Sankar Chatterjee, de leermeester van de naamgevers. Het holotype is TTUP 00545, een fragmentarisch skelet met schedel. Verschillende losse osteodermen zijn toegewezen.
Tecovasuchus is een indextaxon voor de St. Johnsian sub-LVF (landgewervelde faunachron) van de Adamanian LVF, en de aanwezigheid van materiaal dat tot het geslacht behoort, helpt bij het correleren van verschillende vindplaatsen uit het Laat-Trias in het zuidwesten van de Verenigde Staten.